# Fingerborgshatt
Fingerborgshatt (Penstemon digitalis) är en grobladsväxtart som beskrevs av Thomas Nuttall. Enligt Catalogue of Life ingår Fingerborgshatt i släktet penstemoner och familjen grobladsväxter, men enligt Dyntaxa är tillhörigheten istället släktet penstemoner och familjen grobladsväxter. Arten förekommer tillfälligt i Sverige, men reproducerar sig inte. Inga underarter finns listade i Catalogue of Life.

## Bildgalleri

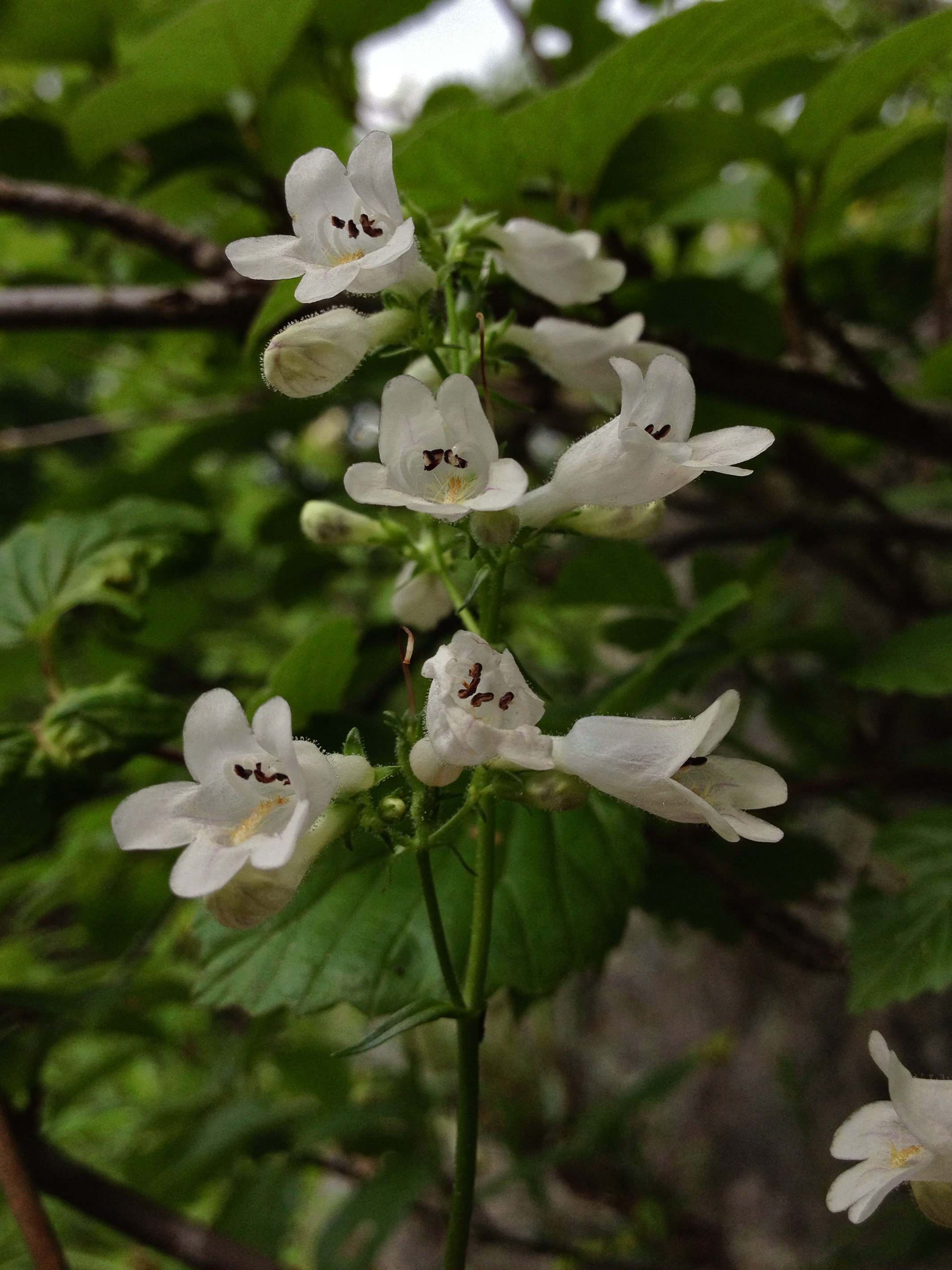
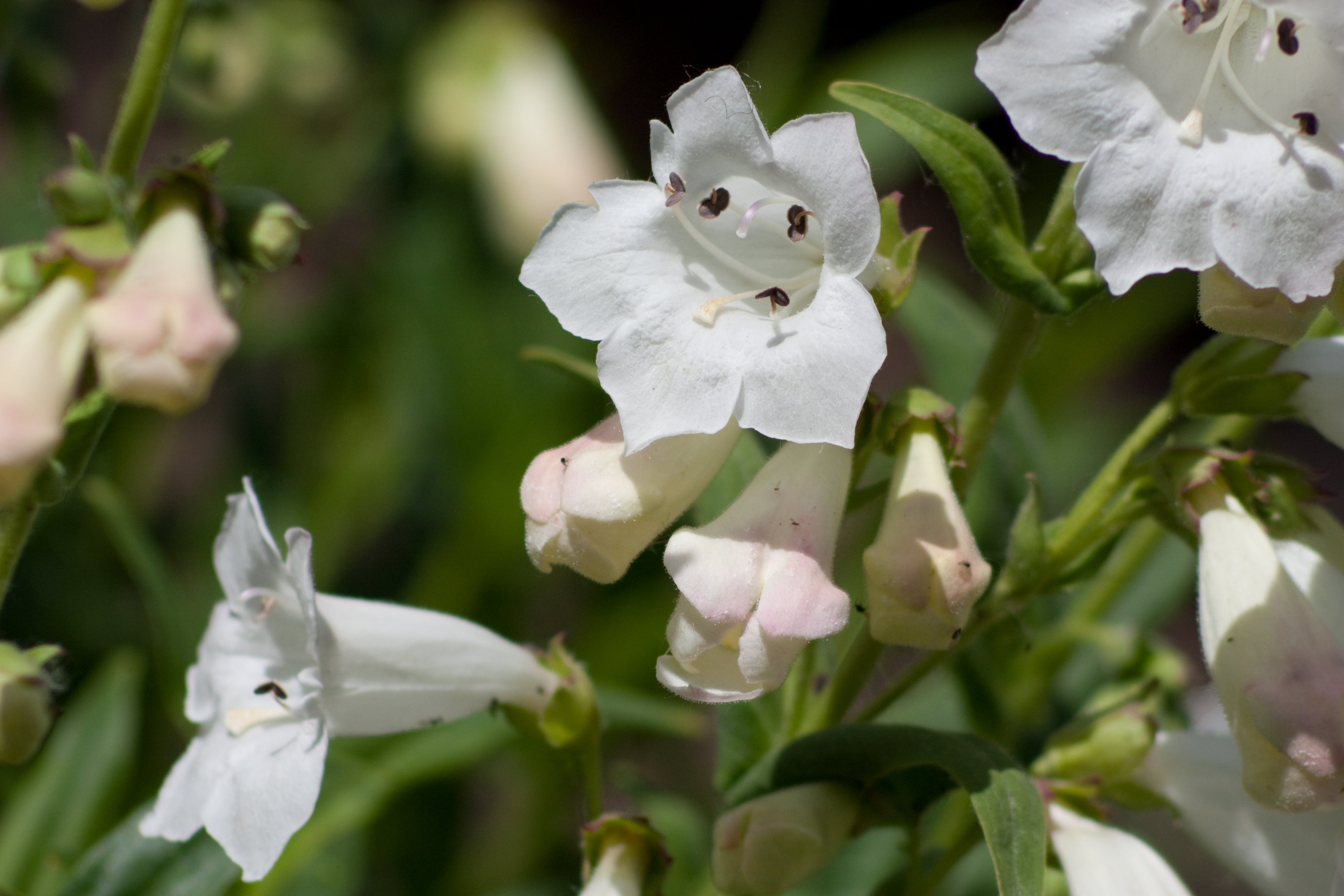
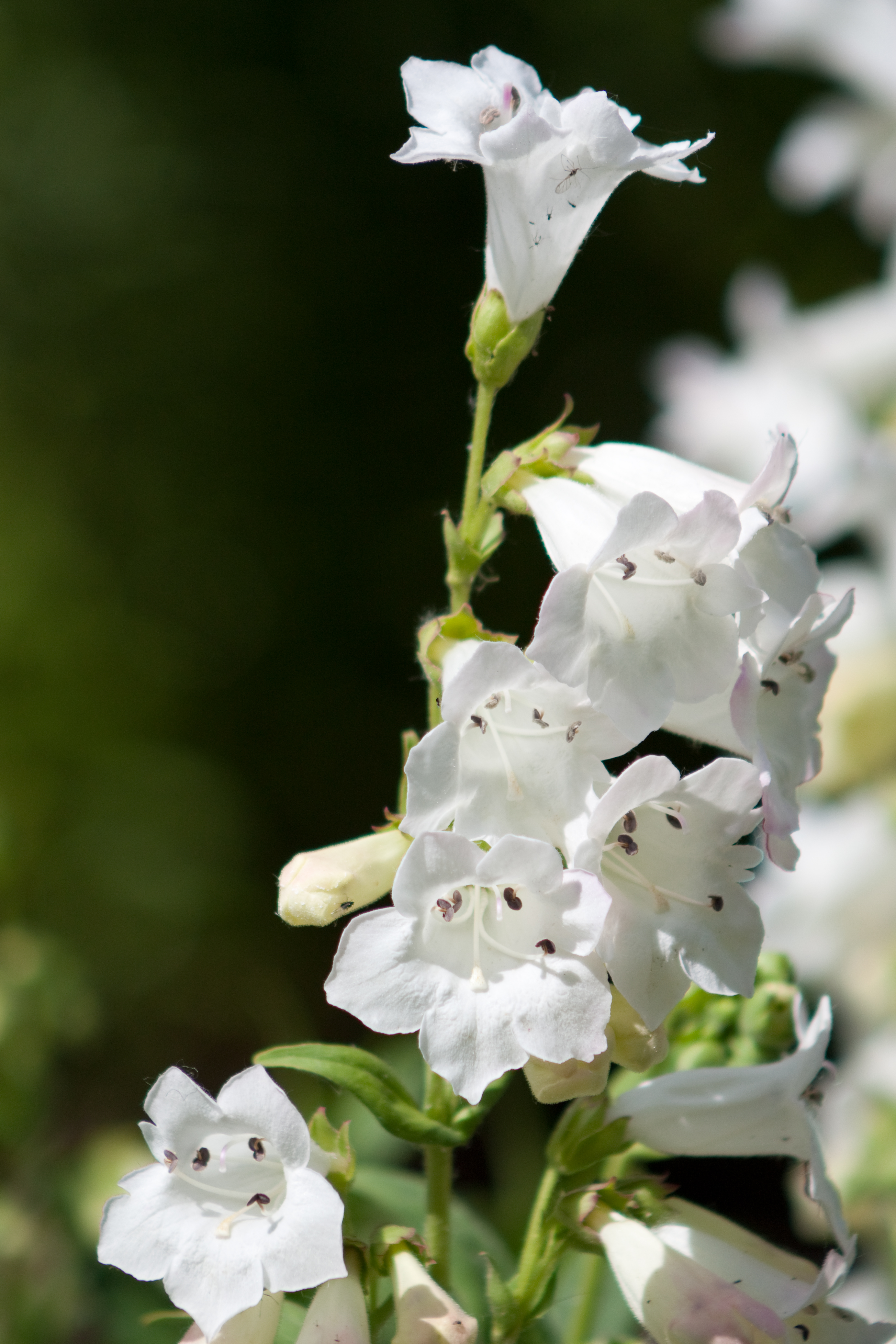
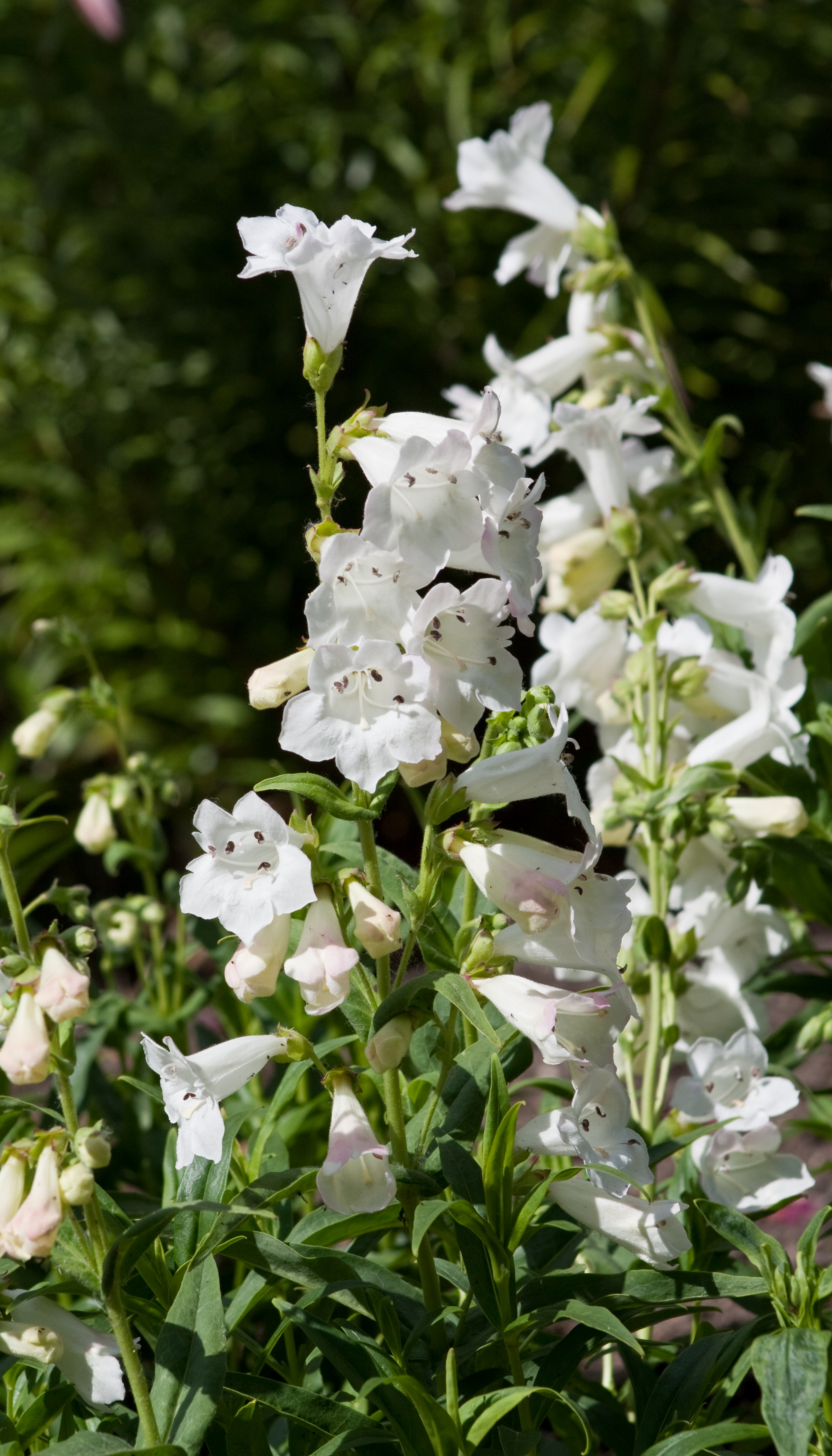